# Cens dels Estats Units del 2020
El cens dels Estats Units de 2020 va ser el vint-i-quatrè cens decennal dels Estats Units. El dia del cens, el dia de referència utilitzat per al cens, va ser l'1 d'abril de 2020.
A part d'un estudi pilot durant el cens del 2000, aquest va ser el primer cens dels Estats Units a oferir opcions per respondre en línia o per telèfon, a més del formulari de resposta en paper utilitzat per als censos anteriors. El cens es va fer durant la pandèmia de COVID-19, que va afectar la seva administració. El cens va registrar una població resident de 331.449.281 als cinquanta estats i al districte de Columbia, un augment del 7,4 per cent, o 22.703.743, durant la dècada anterior. La taxa de creixement va ser la segona més baixa mai registrada, i l'augment net va ser el sisè més alt de la història. Aquest va ser el primer cens on els deu estats més poblats van superar els 10 milions de residents cadascun, així com el primer cens on les deu ciutats més poblades van superar cadascun d'1 milió de residents.